# MC88100

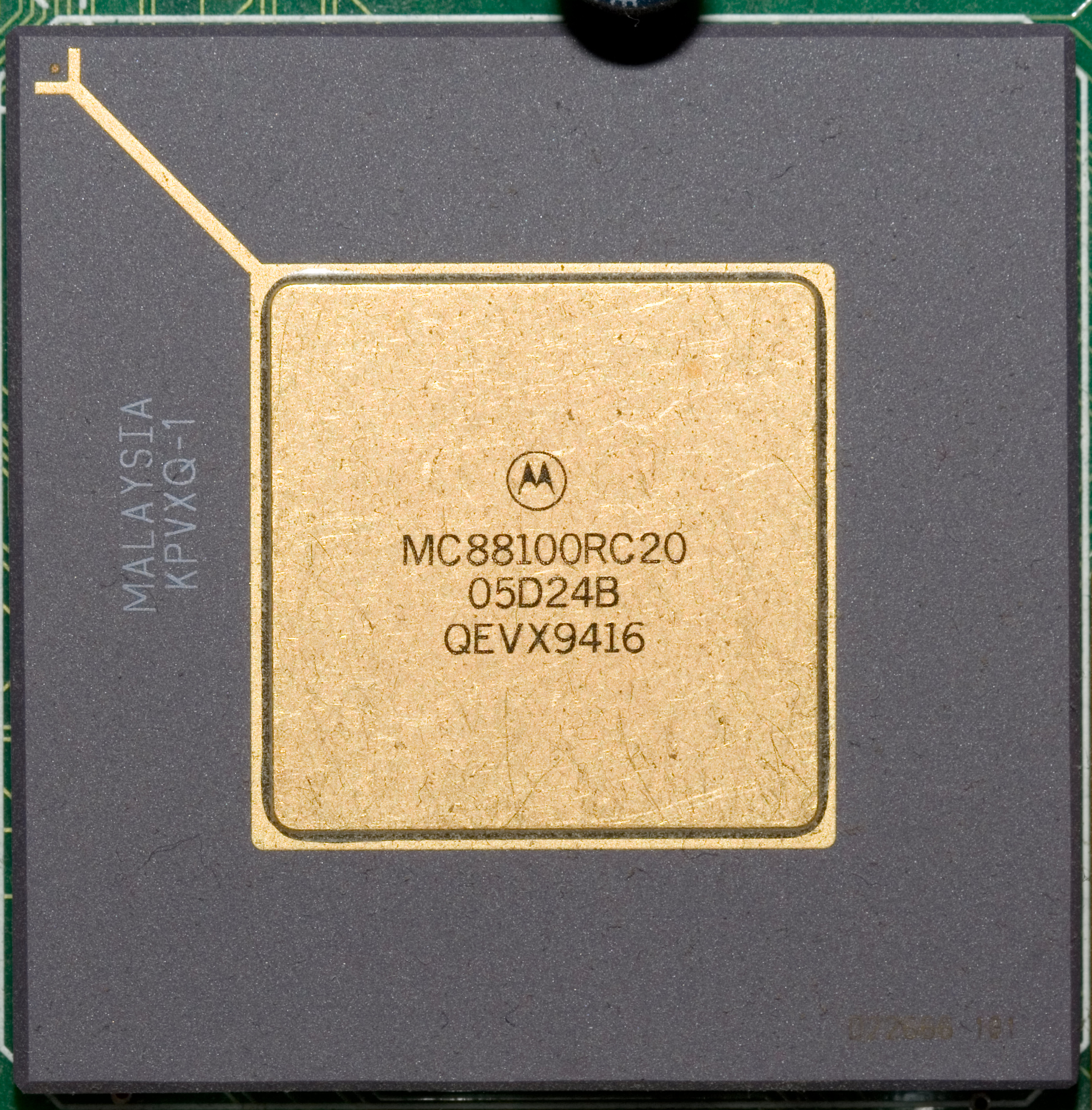
Procesor Motorola MC88100RC20

MC88100 – mikroprocesor typu RISC produkowany od roku 1989 do połowy lat dziewięćdziesiątych przez firmę Motorola. Należy do rodziny M88000, znanej także jako 88k.
Układ zawierał 32 32-bitowe rejestry, wbudowany arytmometr stało- i zmiennoprzecinkowy oraz rozszerzalna listę instrukcji. Przy taktowaniu rzędu 20 MHz układ osiągał wydajność obliczeniową na poziomie 15 MIPS. W jednym komputerze możliwe było zastosowanie czterech układów MC88100.